# Etoloreks
Etoloreks je anoreksik iz klase amfetamina. On nije plasiran na tržište.

## Literatura
- Triggle, David J. (1996). Dictionary of Pharmacological Agents. Boca Raton: Chapman & Hall/CRC. ISBN 978-0-412-46630-4.